# جوآن ون آرک
خوان وان آرک (انگلیسی: Joan Van Ark؛ زادهٔ ۱۶ ژوئن ۱۹۴۳) یک هنرپیشه اهل ایالات متحده آمریکا است.

## بخشی از فیلمشناسی

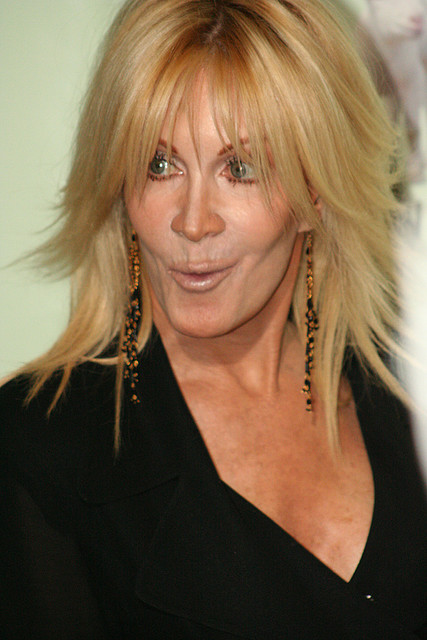

از فیلم‌ها یا برنامه‌های تلویزیونی که وی در آن نقش داشته‌است می‌توان به آثار زیر اشاره کرد.
- پیتون پلیس (مجموعه تلویزیونی) (۱۹۶۸)
- بونانزا (۱۹۶۹)
- دود اسلحه (۱۹۶۹)
- هاوایی فایو-او (۱۹۷۰)
- روزهای زندگی ما (۱۹۷۰)
- اداره تحقیقات فدرال (۱۹۷۰)
- اداره تحقیقات فدرال (۱۹۷۱)
- قورباغه‌ها (فیلم) (۱۹۷۲)
- نایت گالری (۱۹۷۲)
- کارآگاه راکفورد (۱۹۷۴)
- کنن (۱۹۷۴)
- آخرین موهیکان (۱۹۷۵)
- کوجک (مجموعه تلویزیونی) (۱۹۷۷)
- مک‌میلان و همسرش (۱۹۷۷)
- دالاس (مجموعه تلویزیونی ۱۹۷۸) (۱۹۷۸–۱۹۸۱, ۱۹۹۱)
- نام من ارل است (۲۰۰۹)
- جراحی پلاستیک (مجموعه تلویزیونی) (۲۰۰۸–۲۰۱۰)
- آرچر (مجموعه تلویزیونی) (۲۰۱۱)
- فال‌اوت ۴ (۲۰۱۵)
- دووم پاترول (مجموعه تلویزیونی) (۲۰۱۹)